# Cryptocoryneae
Cryptocoryneae, tribus  kozlačevki, dio je potporodice Aroideae. Sastoji se od dva roda u tropskoj i suptropskoj Aziji

## Rodovi
1. Cryptocoryne Fisch. ex Wydler,  (70 spp.); Indija, Šri Lanka, Kina, Indokina, Malezija
2. Lagenandra Dalzell, (18 spp.); Indija, Šri Lanka, Bangladeš